# 热蒙-施耐德
热蒙-施耐德是法国历史上一家著名的机电工程、电力电子和核能建设公司，成立于1964年，业务遍及整个欧洲，其总部位于巴黎附近的皮托。该公司隶属于昂潘·施奈德集团（Empain-Schneider），它是由两家知名的老牌法国企业热蒙锻造和电力工程公司（Forges et ateliers de constructions électriques de Jeumont）以及施耐德-西屋电力设备公司（Le Materiel Electrique Schneider-Westinghouse）合并而成，两家公司从19世纪开始就积极参与了法国的电气化。1986年，热蒙-施耐德将长年亏损的铁路机车车辆业务卖给阿尔斯通。1987年，由热蒙-施耐德和克勒索-卢瓦尔合资的电气牵引设备公司（MTE）亦被阿尔斯通收购。1988年，热蒙-施耐德将电话业务出售予博世公司。1992年，热蒙-施耐德的核能业务被法马通（Framatome）接管。1993年，热蒙-施耐德集团余下的部门包括热蒙-施耐德工业（Jeumont-Schneider Industrie）和热蒙-施耐德汽车（Jeumont-Schneider Automation），亦被法马通和阿尔卡特-阿尔斯通（Alcatel-Alsthom）接管，并分别更名为热蒙-施耐德工业（Jeumont Industrie）和热蒙-施耐德汽车（Jeumont Automation）。

## 参看
- 施耐德电气
- 阿尔斯通
- 阿尔卡特